# Odznaka honorowa „Odznaka Mistrza”
Odznaka honorowa „Odznaka Mistrza” – polskie odznaczenie resortowe ustanowione 27 grudnia 1983 i nadawane przez ministra (kierownika urzędu centralnego) lub terenowego organu administracji państwowej będący organem założycielskim zakładu zatrudniającego odznaczanego. Odznaka honorowa OM przyznawana była jako zaszczytne wyróżnienie zawodowe przeznaczone dla pracowników państwowych zakładów pracy na stanowiskach mistrzów lub równorzędnych, za szczególne zasługi i osiągnięcia w pracy oraz we współuczestnictwie w wychowaniu młodych kadr, a także z najmniej dziesięcioletnim stażem pracy. Odznaka została wycofana 11 maja 1996.